# Pavia Foot Ball Club 1932-1933
Questa voce raccoglie le informazioni riguardanti il Pavia Foot Ball Club nelle competizioni ufficiali della stagione 1932-1933.

## Rosa
| N. |                   | Ruolo | Calciatore        |
| -- | ----------------- | ----- | ----------------- |
|    | Italia (bandiera) | C     | Vittorio Ansaldo  |
|    | Italia (bandiera) | D     | Ennio Bacchio     |
|    | Italia (bandiera) | A     | Aurelio Biassoni  |
|    | Italia (bandiera) | D     | Cesare Blondet    |
|    | Italia (bandiera) | D     | Giovanni Bolzoni  |
|    | Italia (bandiera) | D     | Silvano Bresadola |
|    | Italia (bandiera) | A     | Piero De Stefanis |
|    | Italia (bandiera) | P     | Mario Fontana     |
|    | Italia (bandiera) | A     | Emilio Manazza    |

| N. |                   | Ruolo | Calciatore         |
| -- | ----------------- | ----- | ------------------ |
|    | Italia (bandiera) | A     | Angelo Minoia      |
|    | Italia (bandiera) | C     | Giacomo Narizzano  |
|    | Italia (bandiera) | D     | Guglielmo Panzetti |
|    | Italia (bandiera) | C     | Piero Ragaglia     |
|    | Italia (bandiera) | C     | Edoardo Ratti      |
|    | Italia (bandiera) | P     | Giovanni Roletto   |
|    | Italia (bandiera) | A     | Urbano Rovida      |
|    | Italia (bandiera) | A     | Bruno Valesani     |
|    | Italia (bandiera) | D     | Armando Varini     |